# خیج (شاهرود)
خیج یکی از روستاهای شهرستان شاهرود در استان سمنان ایران است.
این روستا مرکز دهستان کلاته‌های غربی در بخش بسطام است. جمعیت روستای خیج بر پایه نتایج سرشماری سال ۱۳۸۵ برابر با ۱٬۵۹۱ نفر (۴۴۷ خانوار) بوده است.
بخش‌هایی از مجموعه تلویزیونی گرگ‌ها و مختارنامه در روستای خیج ساخته شده است.